# Darkspore
Darkspore er et actioneventyrrollespil planlagt til udgivelse i marts 2011. Spillet er løst baseret på Spore fra 2008, og indeholder derfor nogle Spore-lignende funktioner.
I modsætning til Spore, vil dette spil have en historie til det. Lige nu er meget få detaljer om plottet frigivet.
Begyndelsen af traileren viser karakteren Zrin , som er den, du kontrollere, stående på en platform og med en kanyle injiceres han med E-DNA, en sort olielignende stof, som efterfølgende sikringer med hans DNA. Efter dette er en hånd dannet i en biotank og påsættes igen så Zrin's arm, sammen med flere stykker rustning, afslørende lava-lignende glødende nedenunder, ligesom på resten af hans krop, og ilden skyder ud fra hans nyligt knyttet hånd.
Den officielle Darkspore hjemmeside giver en anden lille mængde oplysninger om spillets historie.

## Karakter
- Krel
- Char
- Blitz
- Lumin
- Zrin
- Savage
- Viper
- Tork
- Sage
- Arborus
- Magnos
- Andromeda
- Orion
- Maldri
- Vex
- Wraith
- Revenant
- Skar
- Arakna
- Jinx
- Goliath
- Meditron
- Srs-42
- Titan
- Seraph-xs

## Områder
- Zelem's Nexus
- Nocturna
- Cryos
- Verdanth